# Joan Copeland
Joan Maxine Miller (Nueva York, 1 de junio de 1922-Manhattan, Nueva York; 4 de enero de 2022), de nombre artístico Joan Copeland, fue una actriz estadounidense. Fue también hermana menor del dramaturgo Arthur Miller, quien fue uno de los esposos de la actriz Marilyn Monroe.

## Biografía
Nació en una familia judía de clase media en la ciudad de Nueva York. Hija de la maestra de escuela y ama de casa Augusta Barnett y de Isidore, un fabricante de ropa para mujeres. Ella era la hermana menor de Kermit Miller y del dramaturgo Arthur Miller y fue brevemente cuñada de Marilyn Monroe.
Comenzó su carrera en Nueva York, participando en obras de teatro durante los años 1940. Durante la década siguiente incursionó en la televisión y el cine, manteniendo una activa carrera. Fue conocida por sus actuaciones en el reestreno en Broadway de Pal Joey (1977) y la premiada The American Clock (1981). También protagonizó una serie de papeles en varias telenovelas a lo largo de su carrera, incluyendo a Andrea Whiting en Search for Tomorrow y a Gwendolyn Lord Abbott en One Life to Live.
Estuvo casada con George J. Kupchik, un ingeniero, desde 1946 hasta su muerte en 1989. Con él tuvo un hijo llamado Eric.
Falleció el 4 de enero de 2022 a los 99 años, en su casa en Manhattan.

## Trabajos (selección)

### Cine, televisión y teatro
| Año       | Título             | Papel        |
| --------- | ------------------ | ------------ |
| 1940-1948 | Romeo y Julieta    | Julieta      |
| 1981      | The American Clock |              |
| 1995      | ER                 |              |
| 2003      | Brother Bear       | Tanana (voz) |